# شارما أدد الأول
شارما-أدد الأول، ملك آشور للفترة ما بين (1673 - 1662) ق.م.
خلف والد في الحكم الملك ليبايا، أستمر حكمه اثني عشر عاماً وفقاً للسجلات الآشورية، ولكنها لم تذكر أي تفاصيل أخرى حول ولايته.
وقد خلفه ابنه إبطار سين.